# 清水次郎長 (講談)
『清水次郎長』（しみずのじろちょう）、または『清水次郎長伝』（しみずのじろちょうでん）、『次郎長伝』（じろちょうでん）は、清水次郎長を主人公とする講談および浪曲の演目。本項目では清水次郎長を題材とする映画・テレビドラマ・歌謡曲等についても記述する。
ヤクザの抗争劇を講談師・三代目神田伯山が人気の読み物に仕上げた。また、二代目広沢虎造が浪曲化（フシ付け）し、ラジオ放送されたことで人気を得た。

## 清水二十八人衆
一連の作品群で成立した、「清水二十八人衆」と呼ばれる登場人物一覧を記す。
- 清水の次郎長（山本長五郎、1820年 - 1893年）
- 大政（山本政五郎、1832年 - 1881年）
- 小政（山本政五郎、1841年 - 1874年）
- 大瀬の半五郎（関東綱五郎、1822年 - 1886年）
- 森の石松（生年不詳 - 1860年）
- 増川の仙右衛門（宮下仙右衛門、1836年 - 1892年）
- 法印の大五郎（伊藤甚左衛門、1840年 - 1919年[6]）
- 吉良の仁吉（太田仁吉、1839年 - 1866年）
- 追分の三五郎 - 架空の人物
- 桶屋の吉五郎（桶屋の鬼吉、1813年 - 1887年）
- 問屋場の大熊
- 大野の鶴吉（尾張大野の鶴吉）
- 相撲の常（相撲の常吉・五明の常八、1828年 - 1912年）
- 三保の松五郎（豚松、1840年前後 - 没年不詳）この人物像と石松自身が石松のモデルとされる。
- 伊達の五郎
- 関東丑五郎（加藤市五郎）
- 田中の敬太郎（田中の啓次郎）
- 辻の勝五郎（加藤勝五郎、1836年 - 没年不詳）[7]
- 舞坂の富五郎（舞阪の富五郎）
- 国定の金五郎
- 寺津の勘三郎
- 吉良の勘蔵（太田勘蔵、1840年 - 1880年[8]） - 四代目吉良清
- 四日市の敬太郎
- 鳥羽の鳥羽熊（鳥羽の熊八・梶川藤次郎、1826年 - 1908年[6]）
- 清水の岡吉
- 由井の松五郎（由比の松五郎）
- 興津の勘之助
- 二代目お蝶（生年不詳 - 1869年）

## 講談
のちに「次郎長伯山」の異名を得る三代目神田伯山は、『次郎長伝』、『夕立勘五郎』、『野狐三次』等の「三尺もの（侠客物）の上手」と讃えられる。次郎長伝の評判により、俗に「次郎長伯山」とまで呼ばれるようになった。周囲八丁の寄席の客を奪うほど人気を得て「八丁荒らし」の異名をとる（八丁荒らしは人気の芸人への一般的なほめ言葉で使われる） 山本鉄眉こと天田愚庵が養父の清水次郎長生前の1884年（明治17年）4月に発行したお手盛りの『東海遊侠伝』と、「荒神山の喧嘩」に同行した講釈師・松廼家太琉（売講子清龍）から譲渡された『清水次郎長』の「点取本」も参考にして作った。
松廼家太琉は、『鬼面山音五郎』『小柳平助』『鋼ヶ関金太郎』などを創作し、伯山は初演となる1907年（明治40年）5月、東京市本所区亀沢町（現在の東京都墨田区両国）の福本亭にて『名も高き富士の山本』の題で初めて読んだ。
清水次郎長を題材にした映画は、伯山の初演から4年後の1911年（明治44年）10月4日に公開された『清水の次郎長』がもっとも早く、尾上松之助が主演、牧野省三が監督し、日活の前身の1社である横田商会が製作・配給した。ただし伯山の『次郎長伝』との関係は不明である。明確に伯山の名をクレジットした映画作品は、後述するフシ付けが2代目勝太郎や二代目虎造により為され、有望な若手となった頃、講談速記本発行の1924年（大正13年）6月30日公開の『次郎長外伝 大瀬半五郎』（監督賀古残夢、脚本食満南北）、同年10月10日公開の『清水次郎長 義兄の巻』（監督・脚本沼田紅緑）を待つことになる。
実在の人物である本座村為五郎、穴太徳次郎、神戸の長吉、竹居安五郎、黒駒勝蔵らは、次郎長を引き立てるために悪人や卑怯者として描かれた。追分三五郎、小走の半兵衛はここで初めて登場する架空人物である。都田の吉兵衛を「都鳥の吉兵衛」としたのも伯山である。「清水二十八人衆」も『東海遊侠伝』には表現されておらず、初めて数えられた。伯山の講談本『清水次郎長』（1924年）では、大政、小政から鳥羽熊、庵原の廣吉まで10人挙げて、石松を思い出し、追分三五郎は出てこない。
。
斬った張ったの殺戮が繰り広げられるヤクザの抗争に過ぎなかった次郎長の実際のエピソードを、｢見てきたようなウソを言う｣講釈師の基本的性格を遺憾なく発揮して、日本人好みの義理人情に厚い痛快な話に塗り替え「次郎長は正義」という人気の読み物に変えたことに功績があるとされる。
ラジオ放送で講談の初登場は1925年（大正14年）3月5日、この伯山の「次郎長伝」であった。「大瀬半五郎」を読んでいる。
3代目神田伯山の録音は、ボックス・セット『講談黄金時代』（コロムビア COCF-14976）などで聴くことができる。

### 講談速記本
速記本化の最初については不明だが、国立国会図書館蔵書等では、講談本のピークをだいぶ過ぎた 1924年6月24日、今村信雄が書き起こし、武侠社が発行した『清水次郎長』がもっとも早い時期のものである。
前篇

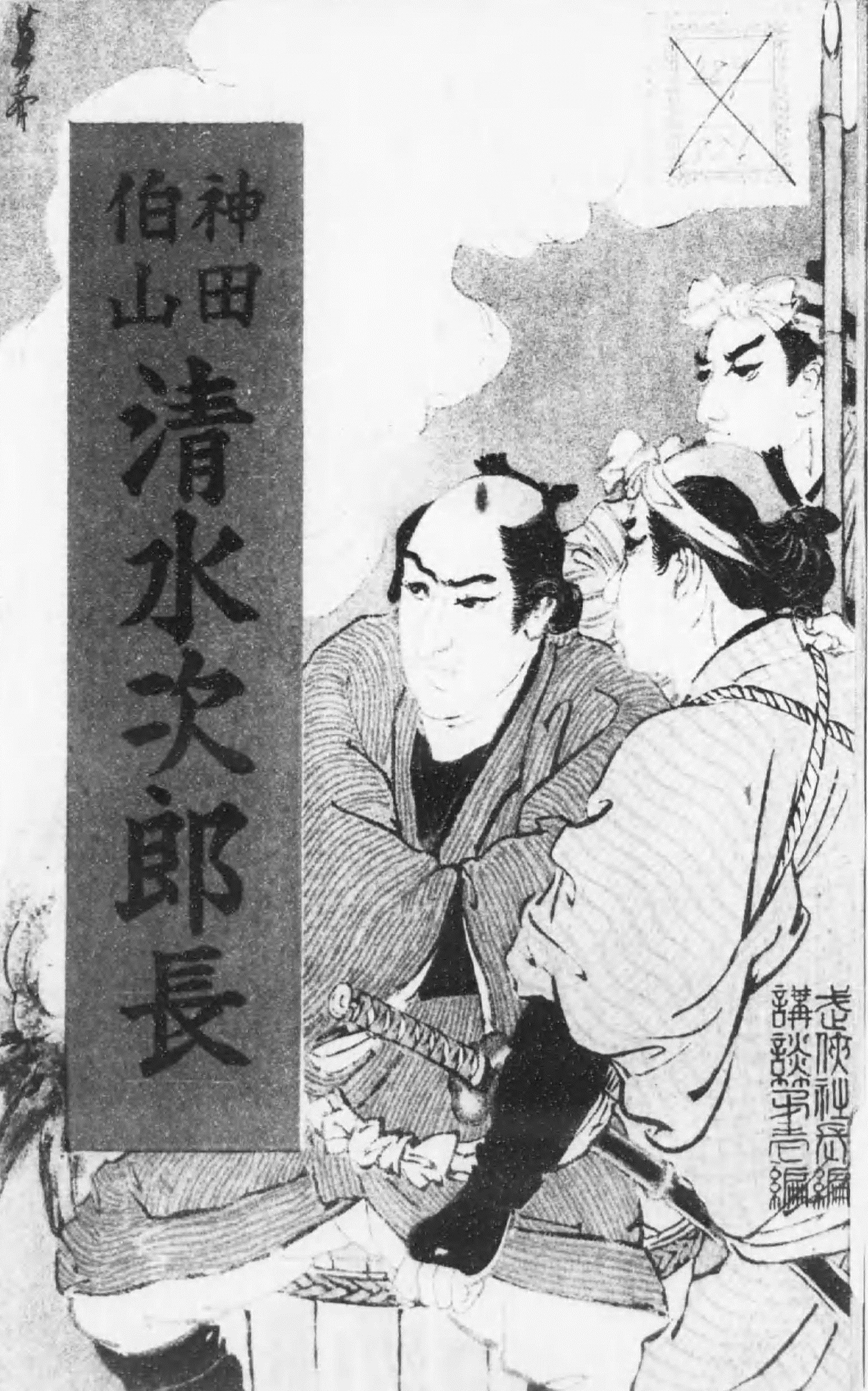
『清水次郎長』（1924年）中表紙。

- 第一席 次郎長家出の事並に大金を儲けて歸宅の事
- 第二席 次郎長馬鹿定を懲す事並に禪僧東龍次郎長に死相を告る事
- 第三席 次郎長心中者を助ける事（心中奈良屋の由來）並に柳川の佐太郎殺さるる事
- 第四席 法印大五郎賭場荒しの事並に次郎長大五郎を助ける事
- 第五席 おみつ吃安姦通の事並に江尻の仙右衞門仇討出立の事
- 第六席 大五郎敵小五郎を誘ひ出す事並に仙右衞門仇討次郎長助太刀の事
- 第七席 紬の文吉吃安と縁を切つて次郎長と兄弟の盃をなす事並に次郎長惡漢を斬つて兩貸元の爭ひを止める事
- 第八席 次郎長喧嘩の卷添にて土地を離るる事並に女房お蝶大病の事
- 第九席 森の石松小川の勝五郎眞實の事並に保下田の久六の不實と深見長兵衞義侠の事
- 第十席 次郎長の妻お蝶葬式の事並に深見長兵衞水攻め慘死の事
- 第十一席 次郎長讃岐金比羅へ大願をたのむ事並に代官屋敷斬込みの事
- 第十二席 森の石松金比羅へ代參に赴むく事並に草津に身受山鎌太郎を訪づれる事
- 第十三席 石松舊友都鳥吉兵衞方に逗留の事並に石松預り金を吉兵衞に用達てる事
- 第十四席 石松、小松村の七五郎に會ふ事並に都鳥吉兵衞等石松を欺し討にせんとする事
- 第十五席 七五郎夫婦度胸を以て吉兵衞を追歸す事森の石松慘殺さるる事
- 第十六席 都鳥の吉兵衞次郎長の姿を見て驚く事並に次郎長石松の死を聞いて愁傷の事
- 第十七席 吉兵衞爲五郎等次郎長を欺く事並に小松村の七五郎坊主になつて次郎長へ申譯をなす事

後篇
不明。
その他
国立国会図書館蔵書等を中心とした一覧である。
- 『清水次郎長 第一巻』、神田伯山、盛文館、1925年発行
- 『清水次郎長 第二巻』、神田伯山、改善社、1925年発行
- 『清水次郎長 第三巻』、神田伯山、改善社、1925年発行
- 『神田伯山清水次郎長』、神田伯山、改善社、1926年発行
- 『清水次郎長』神田伯山、『講談全集 4』所収、大日本雄弁会講談社、1929年発行
- 『清水次郎長』神田伯山、『定本講談名作全集 第5巻』所収、講談社、1971年発行

## 浪曲
浪曲化については、初代玉川勝太郎が先に取り掛かり、得意芸としており、2代目玉川勝太郎は『次郎長伝』を継承したが、1922年（大正11年）に襲名した同じ三尺物を得意とするライバル、二代目広沢虎造に人気を奪われる事になる。
三代目伯山の『次郎長伝』に聴き惚れ、伯山の行く先々の講釈場を追いかけ回した末、ほだされた弟子の神田ろ山によって伝授された。
「虎造節」の『清水次郎長伝』は、『秋葉の火祭り』から『荒神山の血煙り』までの全24篇。虎造は小音ながら力まない陰影豊かな、それでいてぬくもりのある芸風がラジオで特に受け、勝太郎の「天保水滸伝」と虎造の「清水次郎長伝」がそれぞれ代名詞的存在として認識されたの1935年（昭和10年）以降である。
「馬鹿は死ななきゃ直らない」の名文句で知られる浪曲「清水次郎長伝・石松代参」のうち「石松三十石船」の部分、江戸っ子の清水二十八人衆を強い順に並べる「言い立て」は、二代目広沢虎造の十八番中の十八番、浪曲の代名詞と呼べるほどよく知られ、伯山の土台の元に虎造が加えた工夫である。江戸っ子が石松に対し、清水一家で一番強いのは「大政、小政、大瀬半五郎、増川仙右衛門、法印大五郎、追分三五郎、大野鶴吉、桶屋の鬼吉、三保の松五郎、問屋場の大熊、鳥羽熊、豚松、伊達の五郎、石屋の重吉、相撲常、滑栗初五郎……」と挙げていくなかで、小政はまず冒頭に大政と対になって登場する。16人挙げたところで、大瀬の次に石松を忘れていたことを思い出す、という筋である。
1924年（大正15年）3月22日に売り出し中の虎造の浪曲がラジオ初放送され、演目は次郎長伝のうち「次郎長と黒駒勝蔵」。その後も毎年のように次郎長伝が放送された。「次郎長もの」を全国的にブーム化したのが広沢虎造の浪曲で、昭和10年から戦争をまたいで昭和三十年代に至るまで、江戸っ子虎造の歯切れのよい節回しと独特の語りの組み合わせで、次郎長ものは一世を風靡する。
戦後間もない1951年12月25日に開局したラジオ東京（のちのTBSラジオ）で翌26日から早速、虎造の「浪曲次郎長伝」が放送された。NHKによる年1～2回程度の放送から、民放による週1回の放送に渇望した大衆により、圧倒的に時間が増え、同番組は聴取率調査で他を大きく引き離す一位の34％を記録する など（俗にラジオ東京（現・TBSラジオ）の「虎造アワー」として様々に提供・演題を変えながら帯番組として1961年まで継続）、「正直者は馬鹿を見る」社会で、戦前戦後の本音の言えぬ庶民を代弁した事で圧倒的な人気を得て、「昭和」の代表的イメージの一つにまで掲げられるほどの人気となった。虎造は1959年9月1日から11月24日まで放送された大阪・朝日放送ラジオの『虎造十三夜』（火曜 21:30-22:00）でも「清水次郎長伝」の題で演じている（曲師：佐々木伊代子）。
「次郎長伝」は平成期以降、二代目勝太郎の流れを汲む玉川太福が取り組んでいる。

## 落語
三遊亭白鳥が浪曲「清水次郎長伝」をオマージュして取り上げた新作落語「任侠流山動物園」を演じている。上記玉川太福らが浪曲としても演じている。

## 文学
郷土史家・堀文次が「荒神山の喧嘩」を中心に史実を探求、伊勢新聞等に発表し始めるのが1935年（昭和10年）であり、これは、長谷川伸、村上元三といった清水次郎長周辺の物語に興味を持った作家に影響を与えており、以降、小説等では、新たに明らかになった史実が盛り込まれるようになった。
このうち、村上元三作の『次郎長三国志』（1952年）は、フシ付けされ上記「虎造アワー」で放送された。映画化（後述）もされ虎造が出演している。
上記以外の小説など
- 子母澤寛『駿河遊侠伝』（1963年）
- 阿佐田哲也『次郎長放浪記』（1986年）

## 映画

### 伯山原作とされる一覧
「伯山原作」とされる一覧である。国立映画アーカイブ、デジタル・ミーム等ではいずれも所蔵していない。
- 『次郎長外伝 大瀬半五郎』 : 監督賀古残夢、脚本食満南北、主演澤村四郎五郎、製作松竹下加茂撮影所、配給松竹キネマ、1924年6月30日公開
- 『清水次郎長 義兄の巻』 : 監督・脚本沼田紅緑、主演阪東妻三郎、製作東亜マキノ等持院撮影所、配給東亜キネマ、1924年10月10日公開
- 『荒神山』 : 監督勝見正義、脚本勝見黙笑、主演勝見庸太郎、製作勝見庸太郎プロダクション、配給マキノキネマ、1927年9月30日公開
- 『次郎長旅日記 第一篇』 : 監督吉野二郎、脚本吉田信三、主演南光明、製作マキノプロダクション御室撮影所、配給マキノキネマ、1930年4月25日公開

### その他（映画）
虎造が作中で浪曲を披露する、という形で出演する映画は数多あるため略す。
村上元三『次郎長三国志』を原作とする作品は次郎長三国志#映画参照。マキノ雅弘が『次郎長三国志』シリーズ以外に手掛けた「次郎長もの」の一覧は次郎長三国志#他の次郎長もの参照。
- 粋な風来坊（1946年、松竹京都撮影所、主演：佐野周二、監督：マキノ正博） - 晩年の次郎長を描いた作品（次郎長役は笠智衆）。
- 駿河遊侠伝シリーズ（1964年 - 1965年、大映、原作：子母澤寛『駿河遊侠伝』、主演：勝新太郎、監督：森一生）
- 東海の顔役（1936年、市川右太衛門プロダクション、主演：市川右太衛門、監督：中川信夫）
- 任侠清水港、任侠東海道、任侠中仙道（1957年 - 1960年、東映、主演：片岡千恵蔵、監督：松田定次）
- 勢揃い東海道 (1963年、東映、主演：片岡千恵蔵、監督：松田定次)
- 次郎長青春篇 つっぱり清水港（1982年、松竹、主演：中村雅俊、監督：前田陽一）

## テレビドラマ
村上元三『次郎長三国志』を原作とする作品は次郎長三国志#テレビ映画参照。
- 清水次郎長（1971年、フジテレビ、主演：竹脇無我）
- 時代劇スペシャル『清水の次郎長』シリーズ（1981年 - 1983年、フジテレビ、主演：西郷輝彦）
- 次郎長背負い富士（2006年、NHK、主演：中村雅俊）
- ジロチョー 清水の次郎長維新伝（2010年、テレビ東京、主演：中村雅俊）

## 楽曲
「次郎長もの」を題材とした歌謡曲について記す。
- ディック・ミネ『旅姿三人男』（1938年）[53]

## その他の作品
演劇
- 『清水次郎長伝・伝』（1975年、芸能座、作：永六輔、演出：小沢昭一）

漫画
- 『次郎長放浪記』（2005年、原作：阿佐田哲也、作画：原恵一郎） - 上記小説の漫画化。

アニメ
- 『アニメ浪曲紀行 清水次郎長伝』（2000年、毎日放送）

## 参考資料
- 『東海遊侠伝 一名次郎長物語』、山本鉄眉、与論社、1884年4月発行
- 『清水次郎長』、神田伯山講演・今村信雄著、武侠社、1924年6月24日発行
- 『大衆芸術の伏流』、足立巻一、理論社、1967年発行
- 『日本俠客100選』、今川徳三、秋田書店、1971年発行
- 『侠客・博奕打ち物語』、増田知哉、雄山閣出版、1972年発行
- 『清水次郎長とその周辺』、増田知哉、新人物往来社、1974年発行
- 『江戸雑記帳』、村上元三、中公文庫、中央公論社、1977年9月10日発行 ISBN 4122004713
- 『名数数詞辞典』、森睦彦、東京堂出版、1980年1月発行 ISBN 4490101279
- 『公安大要覧』、藤田五郎、笠倉出版社、1983年1月発行
- 『昭和語 60年世相史』、榊原昭二、朝日文庫、朝日新聞社、1986年4月発行 ISBN 4022603704
- 『ちくま文学の森13 旅ゆけば物語』、安野光雅・森毅・井上ひさし、筑摩書房、1989年2月22日発行 ISBN 4480101136
- 志水雅明 (2002). 発掘 街道の文学 四日市・楠編. 伊勢新聞社. ISBN 978-4900457843
- 村松友視『清水みなとの名物は　わが心の劇団ポートシミズ』白水社、2009年7月1日発行。ISBN 9784560080160
- 鴨下信一『昭和十年のカーテンコール』幻戯書房、2013年12月15日。ISBN 9784864880367